# Віташевський Микола Олексійович
Віташевський Микола Олексійович (20(08).09.1857 — 21.06. 1918) — літератор, актор, етнограф, революціонер, мемуарист. Народився в м. Одеса. Із дворян Херсонської губернії, син тираспольського нотаріуса О.Віташевського. 1875 закінчив реальне училище в Миколаєві, після чого навчався у Новоросійському університеті (Одеса). 1876 випустив збірку "Мысли провинциалов". 1877, перебуваючи з батьком за кордоном, установив зв'язки з редакцією російського "якобинського" журналу "Набат" (Цюрих, Швейцарія), став її агентом. Повернувшись, виступав у любительських виставах, створив мандрівну трупу задля заробітку грошей на соціалістичну діяльність. Видав 1-ше число легального політичного часопису "Эхо" (2-ге заборонила цензура). Увійшов до народницького гуртка, зорганізованого І.Ковальським. Арештований 11 лютого (30 січня) 1878 (чинив опір жандармам і був поранений). За вироком проведеного в Одесі 31 липня – 5 серпня (19–24 липня) військово-окружного суду покараний на 6 років каторги (термін було скорочено на третину, оскільки В. вважався неповнолітнім).
До осені 1880 утримувався в Новобілгородській центральній в'язниці (слобода Печеніги Вовчанського повіту Харківської губернії, нині селище міського типу Печенізького району Харківської обл.), потім – у Мценській пересильній (м. Мценськ, нині Орловської обл., РФ). 1881 етапований до Іркутської тюрми (там записав спомини про засланого до Сибіру М. Чернишевського, познайомився з В. Короленком), надалі – на Кару Нерчинської округи (Забайкалля, Росія). 1882 звинувачений у сприянні втечі каторжан і залишений в ув'язненні. Від 1883 – на сибірському поселенні. Представив Російському географічному товариству дослідження місцевого побуту й фольклору якутів, видав низку наукових розвідок, друкував публіцистичні та белетристичні твори.
1897 повернувся в Україну, в Херсоні служив статистиком земської управи, згодом оселився в Одесі, був на такій самій посаді, як і в Херсоні. На початку 20 ст. мешкав у Миколаєві, співробітничав у місцевій пресі. 1905 в Полтаві налагоджував видання газети "Полтавщина". 1906 – секретар петербурзького часопису "Мысль"; удруге заарештований (за антиурядову пропаганду). По 3-місячному ув'язненні в тюрмі "Хрести" висланий за кордон. У Женеві (Швейцарія) на стипендію Петербурзької АН систематизував краєзнавчі матеріали, зібрані на засланні. Від 1909 – знову в Одесі, звідки, не знайшовши засобів для існування, вимушено переїхав до Санкт-Петербурга, працював нічним коректором, літературним редактором. Злидарював, хворів, але відмовився просити про відновлення йому дворянських прав, яких був замолоду позбавлений як політичний злочинець.
Автор брошури "Старая и новая якутская ссылка" (1907) та спогадів, уміщених у журналах "Былое" (1906–07), "Наша страна" (1907), "Минувшие годы" (1908), "Голос минувшего" (1914).
Помер у м. Москва.